# Feria de La Chinita
La Feria de la Chinita è una festività, che trae origine dalla tradizione religiosa, che ha luogo ogni anno per tre giorni, dal 17 fino al 19 novembre, nella città venezuelana di Maracaibo e nelle altre località dello Stato Zulia. Tale festa viene celebrata per commemorare il miracolo della Vergine di Chiquinquirá che è la patrona dello Stato Zulia e la cui memoria per la Chiesa cattolica ricade il 18 novembre.

## Storia

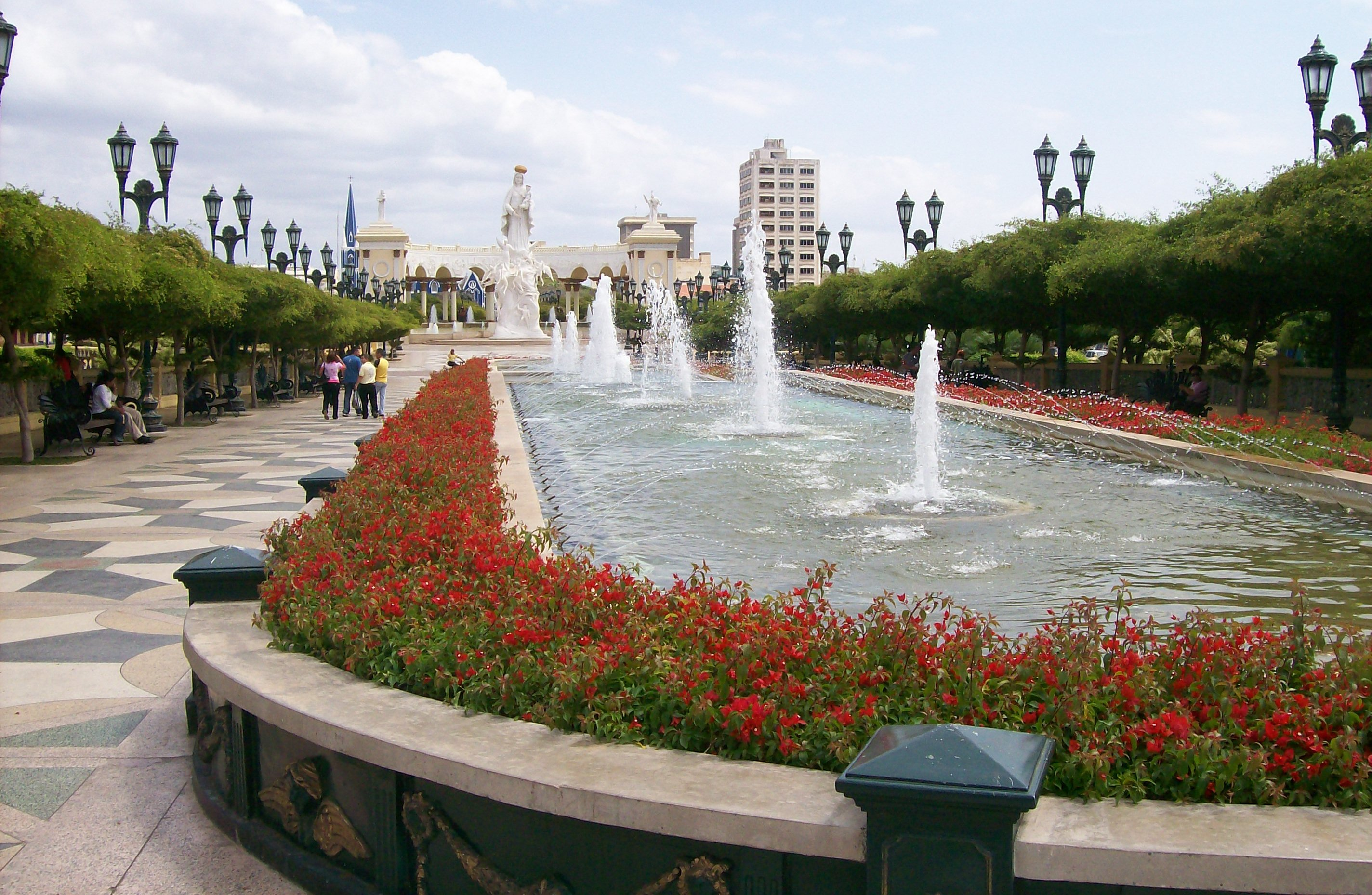
Monumento alla Vergine di Chiquinquirá, Maracaibo, Venezuela

La tradizione narra che, sulle rive del Lago di Maracaibo, una donna trovò una tavola che portò a casa sua. Trascorsi alcuni giorni, sulla superficie di questa piccola tavola apparve l'immagine della Vergine di Chiquinquirá. La donna raccontò questa storia alla gente del luogo che cominciarono a venerare questa icona della Vergine. In seguito, si decise di costruire il Monumento alla Vergine nel posto esatto dove si trovava la casa di questa donna, attualmente ubicato di fronte alla Basilica di Nostra Signora di Chiquinquirá.

## Particolarità della Festa
Subito dopo si cominciò a festeggiare annualmente l'evento, e la festa acquisì il nome di "Fiera di La Chinita", durante la quale è frequente l'esecuzione di Gaita zuliana negli esterni della Basilica, un genere musicale autoctono del Zulia nei cui caratteri si esprime generalmente devozione e omaggio alla Vergine.
Durante i festeggiamenti si tiene una processione per via lacustre che raggiunge tutti i moli dei principali porti dello stato e si tengono le popolari e tradizionali "amaneceres gaiteros", maratónicos concerti che durano tutta l'alba, come indica il suo nome, dove si interpretano principalmente esibizioni di Gaita zuliana. Questi avvenimenti hanno luogo la notte del 17 novembre, in differenti punti della città di Maracaibo.
Sotto l'aspetto sportivo si organizza un festival con corride durante tutta la Fiera ed inoltre ha luogo il tradizionale "Juego de la Chinita", una specie di partita di baseball realizzata, sotto il partocinio della Lega Venezuelana di Baseball Professionista, ogni 18 novembre nell'Estadio Luis Aparicio el Grande, nella quale la squadra locale, Águilas del Zulia, affronta un'altra squadra della Lega.